# Constantin Daicoviciu (Caraș-Severin)

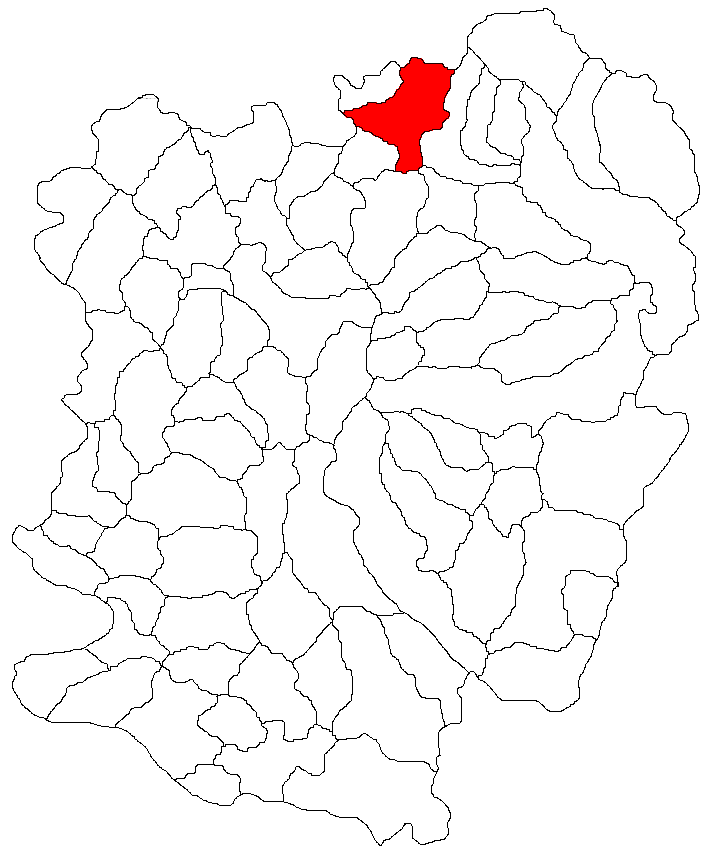
Lage der Gemeinde Constantin Daicoviciu im Kreis Caraș-Severin

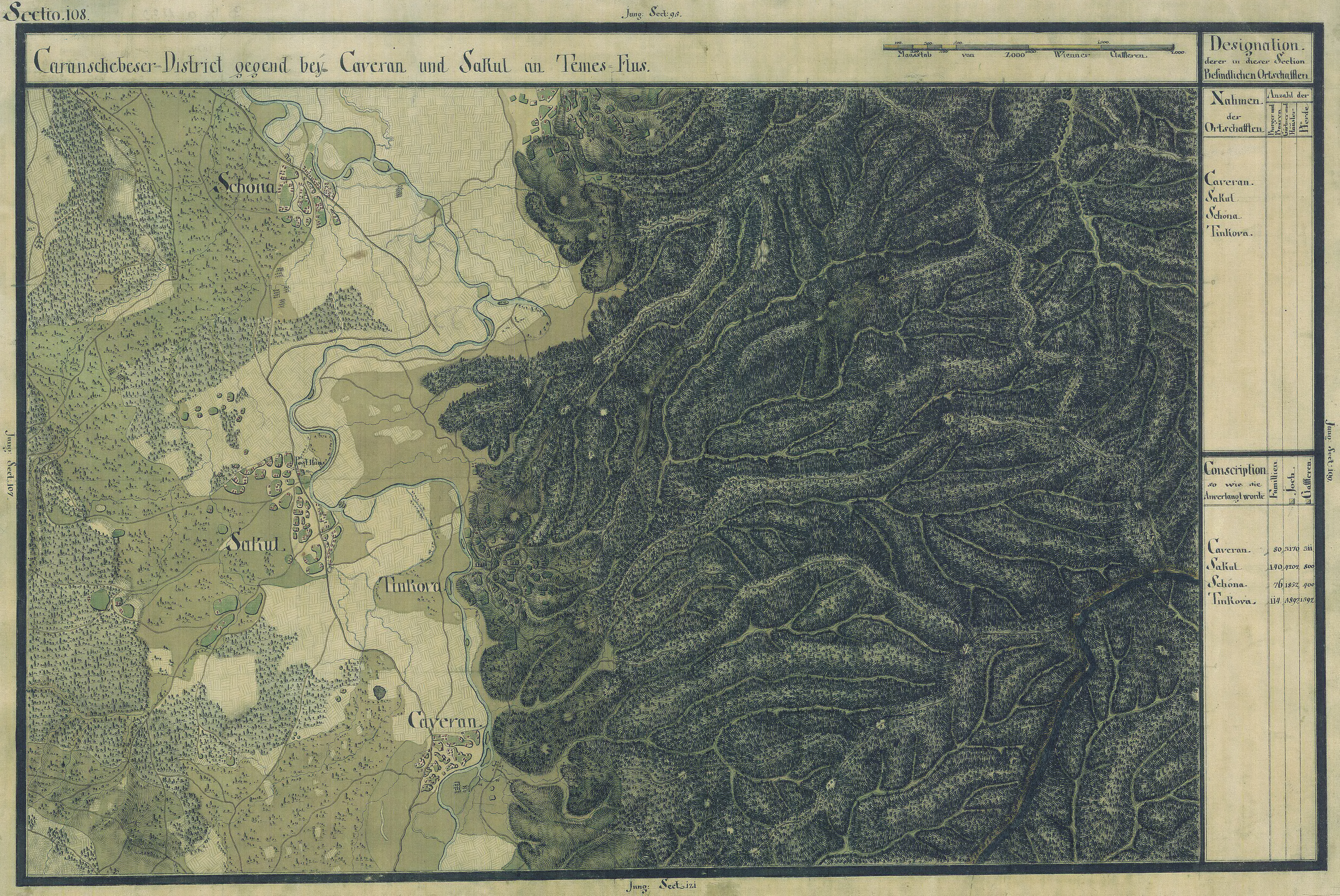
Caveran auf der Josephinischen Landaufnahme

Constantin Daicoviciu (bis 1974 Căvăran; deutsch Kawaran, ungarisch Kavarán) ist eine Gemeinde im Kreis Caraș-Severin in der Region Banat in Rumänien. Zur Gemeinde Constantin Daicoviciu gehören auch die Dörfer Maciova, Mâtnicu Mare, Peștere, Prisaca und Zăgujeni.

## Geografische Lage
Constantin Daicoviciu liegt im Norden des Kreises Caraș-Severin, am Fuße des Poiana-Ruscă-Gebirges. Die Ortschaft befindet sich im Temeschtal, an der Europastraße E94 București-Timișoara, in 15 km Entfernung von Caransebeș.

## Nachbarorte
| Sacu      | Tincova                                     | Poiana-Ruscă-Gebirge |
| Zgribești | Kompassrose, die auf Nachbargemeinden zeigt | Poiana-Ruscă-Gebirge |
| Copăcele  | Prisaca                                     | Maciova              |

## Geschichte
Eine erste urkundliche Erwähnung der Ortschaft stammt aus dem Jahr 1371, als Königin Elisabeth und König Ludwig I. ein Urteil zugunsten der Leibeigenen von Cavaran fällten.
Am 14. Oktober 1447 hielt sich Johann Hunyadi in Cavaran auf. Gabriel Báthory erwähnte 1626 in einem Brief die Ortschaft Karan.
Auf der Josephinischen Landaufnahme von 1717 ist der Ort Caveran mit 30 Häuser eingetragen. Nach dem Frieden von Passarowitz (1718) war die Ortschaft Teil der Habsburger Krondomäne Temescher Banat.
In dieser Zeit ist Cavaran als Stadt, „opidium“ oder „civitas“, eingetragen.
Infolge des Österreichisch-Ungarischen Ausgleichs (1867) wurde das Banat dem Königreich Ungarn innerhalb der Doppelmonarchie Österreich-Ungarn angegliedert. Die amtliche Ortsbezeichnung war Kavarán.
Der Vertrag von Trianon am 4. Juni 1920 hatte die Dreiteilung des Banats zur Folge, wodurch Căvăran an das Königreich Rumänien fiel.
1974 wurde der Name der Ortschaft nach dem Sohn der Gemeinde, Universitätsprofessor Historiker und Archäologe Constantin Daicoviciu, benannt.

## Bevölkerungsentwicklung
| 1880 | 617  | 589  | 5  | 21 | 2             |
| 1910 | 862  | 772  | 38 | 49 | 3             |
| 1930 | 859  | 765  | 43 | 35 | 16            |
| 1977 | 775  | 735  | 6  | 16 | 18            |
| 2002 | 763  | 712  | 4  | 3  | 44            |
| 2021 | 2649 | 2362 | -  | 2  | 283 (85 Roma) |

## Persönlichkeiten
- Constantin Daicoviciu (1. März 1898–27. Mai 1973), Historiker, Archäologe und Rektor der Babeș-Bolyai-Universität Cluj